# Riu Dwangwa

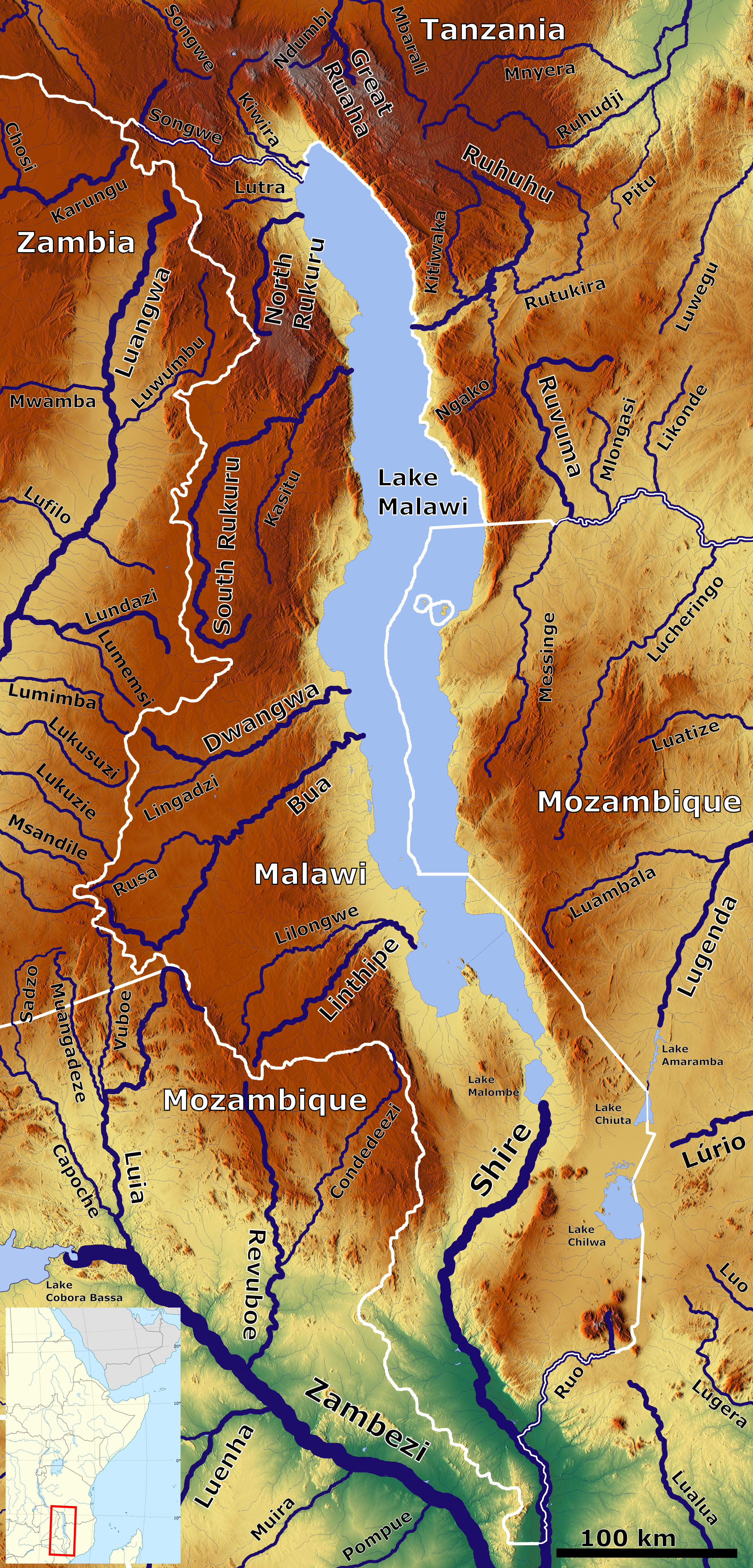
Riu Dwangwa (centre esquerra)

El riu Dwangwa és un riu de Malawi, que desemboca al llac Malawi. La seva font es troba al Parc Nacional de Kasungu, a l'altiplà central. Des d'aquest altiplà flueix cap al nord-est per una antiga vall. La desembocadura del riu surt d'un congost més recentment tallat, cap al llac. També flueix a través del pantà de Bana. La seva longitud és d'aproximadament de 160 km (unes 100 milles).
El riu s'utilitza tant per a reg com per a la generació d'energia hidroelèctrica. És un riu de pesca, que compta amb la presència de gambes.